# Illicium tashiroi
Illicium tashiroi är en tvåhjärtbladig växtart som beskrevs av Carl Maximowicz. Illicium tashiroi ingår i släktet Illicium och familjen Schisandraceae. Inga underarter finns listade.